# Tursiops
Tursiops é um gênero de golfinhos cosmopolita. Três espécies são identificadas neste gênero altamente polimórfico:

## Espécies
- Tursiops aduncus Ehrenberg, 1832
- †Tursiops astensis Sacco, 1891
- Tursiops australis Charlton-Robb et al., 2011
- †Tursiops brochii Balsamo-Crivelli, 1842
- Tursiops erebennus Cope, 1865
- †Tursiops osennae Simonelli, 1911
- Tursiops truncatus Gray, 1866